# Munevver Rzayeva
Munevver Rzayeva (en azerí: Münəvvər Rzayeva; Şuşa, 6 de junio de 1929 – Bakú, 6 de junio de 2004) fue una escultora de Azerbaiyán, Artista de Honor de la RSS de Azerbaiyán.

## Biografía
Munevver Rzayeva nació el 6 de junio de 1929 en Şuşa. Estudió en la escuela de arte en nombre de Azim Azimzade en Bakú. En 1956 se graduó de la Universidad de Arte de Moscú. Desde 1953 fue miembro de la Unión de Artistas de Azerbaiyán. Recibió el título “Artista de Honor de la RSS de Azerbaiyán” en 1992.
Munevver Rzayeva murió el 6 de junio de 2004 y  fue enterrada en Bakú.

## Premios y títulos
- Artista de Honor de la RSS de Azerbaiyán (1992)